# Klaudia Schultheis

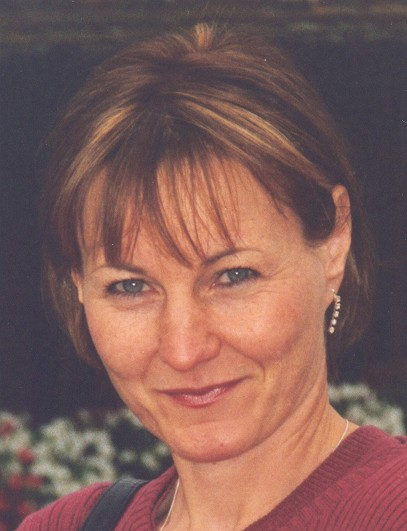
Klaudia Schultheis (2007)

Klaudia Schultheis (* 11. Juli 1960 in Marktheidenfeld) ist Professorin für Grundschulpädagogik und Grundschuldidaktik an der Katholischen Universität Eichstätt-Ingolstadt.

## Werdegang
Schultheis studierte zwischen 1979 und 1984 auf Lehramt an Grundschulen an der Julius-Maximilians-Universität Würzburg. Sie war anschließend von 1986 bis 1988 als Grundschullehrerin im Schulverband Altmühlsee im Landkreis Weißenburg-Gunzenhausen tätig. 1990 wurde sie zum Doktor der Philosophie an der Universität Bayreuth bei Klaus Prange promoviert und hierbei durch ein Graduiertenstipendium der Hanns-Seidel-Stiftung gefördert. Die Arbeit hatte den Titel Pädagogik als Lösungswissen. Eine biographische Analyse der pädagogischen Semantik Paul Oestreichs.
Von 1991 bis 1994 war sie Wissenschaftliche Assistentin am Lehrstuhl für Allgemeine Pädagogik der Universität Bayreuth bei Lutz Koch und von 1994 bis 1995 als Wissenschaftliche Mitarbeiterin bei Werner Wiater am Lehrstuhl für Schulpädagogik der Universität Augsburg beschäftigt.
Schließlich war sie als Wissenschaftliche Angestellte am Lehrstuhl für Pädagogik mit Schwerpunkt Grundschuldidaktik der Universität Augsburg bei Friedemann Maurer zwischen 1995 und 1997 beschäftigt. Sie habilitierte sich 1997 im Fach Pädagogik an der Universität Augsburg und war als Privatdozentin tätig. Als Studienrätin im Hochschuldienst wechselte sie 1997 ans Institut für Allgemeine Erziehungswissenschaft der Justus-Liebig-Universität Gießen, wo sie bis 1998 blieb. Im Sommersemester 1998 übernahm sie die Vertretung des Lehrstuhls Grundschulpädagogik und Grundschuldidaktik an der Katholischen Universität Eichstätt-Ingolstadt und wurde noch im gleichen Jahr Universitätsprofessorin.
Klaudia Schultheis ist Autorin und Herausgeberin mehrerer Fachbücher zu Themen der Pädagogik.

## Schriften
Als Autorin
- Klaudia Schultheis: Pädagogik als Lösungswissen. Eine biographische Analyse der pädagogischen Semantik Paul Oestreichs. Bad Heilbrunn 1991, ISBN 3-7815-0685-1
- Klaudia Schultheis: Leiblichkeit – Kultur – Erziehung. Zur Theorie der elementaren Erziehung. Weinheim 1998, ISBN 3-89271-831-8
- Ludwig Duncker, Anette Scheunpflug, Klaudia Schultheis: Schulkindheit. Anthropologie des Lernens im Schulalter. Kohlhammer Verlag Stuttgart 2004, ISBN 3-17-017412-6
- Franz-Michael Konrad, Klaudia Schultheis: Kindheit. Eine pädagogische Einführung. Kohlhammer Verlag Stuttgart 2008, ISBN 978-3-17-019352-9

Als Herausgeberin
- Gabriele Strobel-Eisele, Klaudia Schultheis, Thomas Fuhr: Kinder: Geschlecht männlich : pädagogische Jungenforschung.Kohlhammer Verlag Stuttgart 2006, ISBN 978-3-17-019100-6
- Klaudia Schultheis, Thomas Fuhr: Zur Sache der Pädagogik. Untersuchungen zum Gegenstand der Allgemeinen Erziehungswissenschaft. Bad Heilbrunn 1999.
- Iris Kühnl, Klaudia Schultheis: Die moderne Grundschule. Einblicke in zeitgemäßes Lernen und Lehren in der Grundschule. Shaker Verlag Aachen 2004, ISBN 978-3-8322-3497-3